# Золотая медаль Пия XI
Золотая медаль Пия XI (англ. Pius XI Medal) — международная награда для молодых учёных до 45 лет, присуждаемая раз в два года Папской академией наук. Награда присуждена 5 лауреатам Нобелевской премии. Некоторые лауреаты впоследствии стали членами Папской академией наук.

## Лауреаты
Лауреаты премии:
- 1939:  Корней Хейманс
- 1942: Харлоу Шепли
- 1943: Эммануэль Мари Пьер Мартен Жакен де Маржери
- 1961:  Роберт Бёрнс Вудворд
- 1962: Bengt Erik Andersson[швед.]
- 1963:  Оге Нильс Бор
- 1964: Франсуа Гро
- 1966: Аллан Рекс Сэндидж
- 1970: Haruo Kanatani[яп.]
- 1972: György Némethy
- 1975: Стивен Хокинг
- 1976: Lucio Luzzatto
- 1979: Antonio Paes de Carvalho[порт.]
- 1981:  Жан-Мари Лен
- 1983:  Герард 'т Хоофт
- 1986: Elizabeth A. Bernays
- 1988: Луис Каффарелли
- 1992: Ади Шамир
- 1996: Марк Дэвис
- 2000: Gillian Bates
- 2000: Stephen Whitworth Davies
- 2002: Станислас Деан
- 2002: Хуан Малдасена
- 2004: Лор Сен-Раймонд[англ.]
- 2006: Ашок Сен
- 2008: Juan A. Larraín
- 2010: Patrick Mehlen
- 2012: Trees-Juen Chuang
- 2012: Ulrich Pöschl[англ.]
- 2014: Седрик Виллани
- 2016: Mariano Sigman